# Seddouk
Seddouk (em árabe: صدوق) é uma comuna localizada na província de Bugia, no norte da Argélia. Segundo o censo de 2008, a população total da cidade era de 20 573 habitantes.